# Diacalpe
Diacalpe es un género de helechos perteneciente a la familia  Dryopteridaceae. Contiene 17 especies descritas y de estas, solo 9 aceptadas.

## Taxonomía
El género fue descrito por Carl Ludwig Blume  y publicado en Enumeratio Plantarum Javae 2: 241. 1828.

## Especies aceptadas
A continuación se brinda un listado de las especies del género Diacalpe aceptadas hasta marzo de 2013, ordenadas alfabéticamente. Para cada una se indica el nombre binomial seguido del autor, abreviado según las convenciones y usos:
- Diacalpe adscendens Ching
- Diacalpe annamensis Tagawa
- Diacalpe caudifolia Ching & S.K. Wu
- Diacalpe chinensis Ching & S.H. Wu
- Diacalpe christensenae Ching
- Diacalpe laevigata Ching & S.H. Wu
- Diacalpe medogensis Ching & S.K. Wu
- Diacalpe microphylla (Mett.) T. Moore
- Diacalpe omeiensis Ching